# Jim Breen
Pour les articles homonymes, voir Breen.
James William Breen dit Jim Breen (né en 1947) est un ancien professeur de l'université Monash en Australie, à la retraite depuis 2003. Il est plus connu pour son implication dans le projet de dictionnaire de japonais EDICT.

## Études et carrière
Après une licence en mathématiques, Breen rejoint le Ministère des Postes comme apprenti programmeur en 1968. Après quelques va-et-vient entre ce ministère et celui de la défense, il devient directeur de conception de réseaux. Ayant durant cette période réussi un MBA, il est persuadé qu'un poste de direction n'est pas ce qu'il recherche. En 1983, il rejoint donc une équipe de consultants en informatique, mais ce travail stressant qui le tient éloigné de sa famille l'amène à considérer une carrière académique. En 1985, il devient donc professeur au Chisholm Institute of Technology, puis directeur du département de robotique et de technologie numérique de l'Institut.
En 1990, l'Institut fusionne avec l'Université Monash, il devient alors directeur du département des systèmes numériques. En 1997, il remet son poste de directeur à David Abramson et se consacre entièrement à l'enseignement et à la recherche. En 1998, les départements sont réorganisés et trois d'entre eux dont le sien fusionnent pour devenir la School of Computer Science & Software Engineering.

### Enseignement
Il a enseigné essentiellement dans le domaine des communications et du numérique, donnant des cours d'informatique et de systèmes aux étudiants de premières années, mais principalement de communication numérique au niveau du Master. De décembre 2000 à juin 2001, il était professeur invité à l'Institut de langues et cultures d'Asie et d'Afrique de l'Université de Tokyo des études étrangères au Japon.

### Recherche
Ses principaux thèmes de recherche ont été les communications numériques et la linguistique en informatique, en particulier dans le domaine des dictionnaires électroniques et le traitement informatique du japonais.

## Publications
- Liste des publications de Jim Breen